# اسکالدزکاپارمال

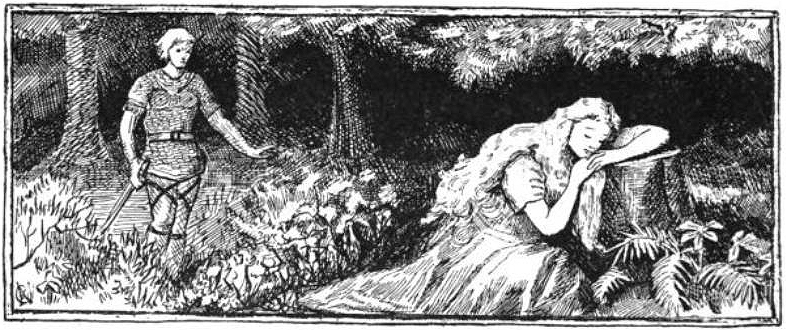
ایزدبانوی سیف در حال استراحت بر روی تنه بریده شده درخت، در حالی که ایزد شرارت لوکی شمشیر بدست، از پشت قصد کوتاه کردن موهای او را دارد.

اسکالدزکاپارمال (به زبان نروژی باستان: Skáldskaparmál) به معنی زبان شعر یا بیان شاعرانه متشکل از ۵۰٬۰۰۰ لغت، دومین بخش از مجموعه متون ادای منثور اثر مورخ و سیاست‌مدار ایسلندی اسنوری استورلوسون است. این فصل دنبالهٔ «گیلفاگینینگ» یا گیلفی فریب خورنده و پیش از «هتاتال» یا وزن اشعار قرار دارد. متن اسکالدزکاپارمال دربارهٔ گفتگویی میان آئگیر، ایزد دریای اساطیر نورس و براگی، ایزد سخنوری و شعر رخ می‌دهد. این متون برای مطالعه بیشتر اشعار اسکالدها حاوی اسطوره‌های بیشماری به منظور توصیف واژهٔ کنینگ به کار برده می‌شد، که به شدت با اساطیر نورس باستان و بعدها زبان ایسلندی و آنگلوساکسون مرتبط شد.
در این روایت نیز آسیر پیشاپیش آئگیر را شناسایی کرده‌اند و برای پذیرفتن فریب دادنش آمادگی دارند. آن‌ها از او به گرمی استقبال می‌کنند، و به افتخارش ضیافتی ترتیب می‌دهند، و او را در کنار براگی می‌نشانند. این اسطوره به دو برادر دورف به نام‌های فیالار و گالار مربوط می‌شود که موجودی به نام کواسیر را می‌کشند، خونش را با عسل و آبجو مخلوط می‌کنند و از آن نوشیدنی الهام بخش می‌سازند که هر کس از آن جرعه‌ای بنوشد، فرزانه می‌شود.